# Тайсбергштеген
Тайсбергштеген (нем. Theisbergstegen) — община в Германии, в земле Рейнланд-Пфальц. 
Входит в состав района Кузель. Подчиняется управлению Кузель.  Население составляет 697 человек (на 31 декабря 2010 года). Занимает площадь 5,01 км².